# Monte Petriolo
Monte Petriolo is een plaats (frazione) in de Italiaanse gemeente Perugia.